# 瓦伊蒂雷山
16°49′48″S 70°24′29″W / 16.83000°S 70.40806°W
瓦伊蒂雷山（Waytiri），是秘魯的山峰，位於該國南部莫克瓜大區和塔克納大區，由卡魯馬斯區和坎達拉韋區負責管轄，屬於安地斯山脈的一部分，海拔高度5,000米。